# Brian Redman
Brian Herman Thomas Redman (* 9. März 1937) ist ein ehemaliger britischer Automobilrennfahrer. Nach widersprüchlichen Quellen ist er in Burnley oder Colne (beides in Lancashire, England) geboren.

## Karriere
Zwischen 1968 und 1974 nahm Redman an insgesamt 12 Formel-1-WM-Läufen teil. Sein bestes Ergebnis war der dritte Platz mit seinem Cooper-B.R.M. beim Grand Prix von Spanien 1968 hinter Graham Hill und Denis Hulme. Redman erreichte insgesamt acht WM-Punkte. Ein schwerer Unfall beim Großer Preis von Belgien 1968 Anfang Juni mit Armbruch und Verbrennungen zwang ihn zu einer mehr als ein Jahr langen F1-Pause.

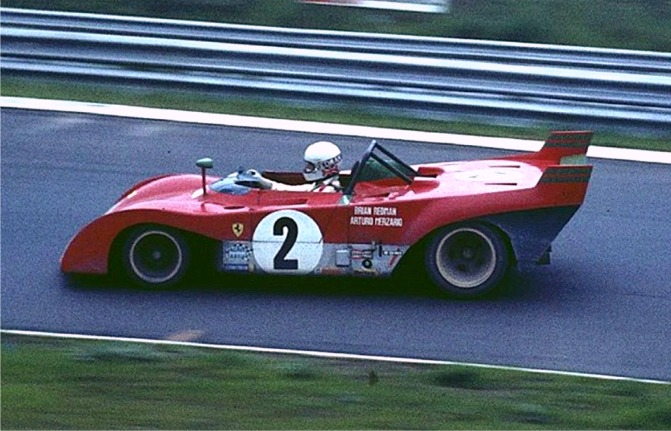
Brian Redman 1972 im Ferrari 312PB beim 1000-km-Rennen auf dem Nürburgring

Offensichtlich wohler fühlte er sich bei den Rennen zur Sportwagen-Weltmeisterschaft. In der Sportwagen-Weltmeisterschaft 1968 war er bei JWA und steuerte bis zum Unfall die ersten zwei der fünf Siege des Ford GT40 bei. Im Herbst fuhr er einige Rennen auf Chevron B8, u. a. beim 1000-km-Rennen von Paris 1968, und in den Folgejahren viele 500km-Wettbewerbe im Zweiliter-Chevron B16. Porsche heuerte ihn an für die Sportwagen-Weltmeisterschaft 1969, setzte ihn meist zusammen mit Jo Siffert in den offenen 908/02, wobei nicht weniger als fünf Gesamtsiege erreicht wurden. Als Porsche-Werksfahrer musste Redman auch die Targa Florio erlernen. In der Sportwagen-Weltmeisterschaft 1970 war er beides, Werksfahrer bei Porsche und JWA, in 917K und 908/03 war er an vier Gesamtsiegen beteiligt. Bei den ersten Läufen der Sportwagen-Weltmeisterschaft 1971 war Redman noch bei Martini am 917-Steuer aber sein Feuerunfall bei der Targa Florio 1971 beendeten die Werkseinsätze für Zuffenhausen Mitte Mai. Nach Genesung fuhr er im August u. a. Interserie und gewann im November im Werks-Ferrari 312PB in Kyalami.
Nennenswerte Erfolge in 1970 waren der Gewinn der Targa Florio 1970 auf Porsche 908/03 mit Siffert und der Gewinn des 24-Stunden-Rennen von Daytona 1970 auf einem JWA-Porsche 917K zusammen mit Pedro Rodríguez und Leo Kinnunen. Es folgten später der zweimalige Gewinn des 12-Stunden-Rennens von Sebring 1975 und 1978. 1973 gewann Redman zusammen mit Jackie Ickx das 1000-km-Rennen auf dem Nürburgring in einem Ferrari 312P.
In seiner Karriere bestritt er 268 Sportwagenrennen. Mit 54 Gesamtsiegen bei nationalen und internationalen Rennen war er einer der erfolgreichsten Sportwagenpiloten der Motorsportgeschichte. Zu den Siegen kam 31 zweite und 24 dritte Plätze.
Neben den Rennen betätigte er sich als Instruktor in Rennschulen und hatte auch ein F3000-Team. Er ist Mit-Herausgeber eines Automagazins und lebt in Florida, USA. Bei historischen Rennen fährt er noch selbst mit. Er betreibt eine Vermarktungsagentur International Events.

## Statistik

### Statistik in der Automobil-Weltmeisterschaft

#### Einzelergebnisse
| Saison | 1 | 2 | 3   | 4   | 5   | 6   | 7   | 8 | 9 | 10 | 11  | 12 | 13 | 14  | 15 |
| ------ | - | - | --- | --- | --- | --- | --- | - | - | -- | --- | -- | -- | --- | -- |
| 1968   |   |   |     |     |     |     |     |   |   |    |     |    |    |     |    |
| DNF    | 3 |   | DNF |     |     |     |     |   |   |    |     |    |    |     |    |
| 1970   |   |   |     |     |     |     |     |   |   |    |     |    |    |     |    |
| DNS    |   |   |     |     |     | DNS | DNQ |   |   |    |     |    |    |     |    |
| 1971   |   |   |     |     |     |     |     |   |   |    |     |    |    |     |    |
| 7      |   |   |     |     |     |     |     |   |   |    |     |    |    |     |    |
| 1972   |   |   |     |     |     |     |     |   |   |    |     |    |    |     |    |
|        |   |   | 5   |     | 9   |     | 5   |   |   |    | DNF |    |    |     |    |
| 1973   |   |   |     |     |     |     |     |   |   |    |     |    |    |     |    |
|        |   |   |     |     |     |     |     |   |   |    |     |    |    | DSQ |    |
| 1974   |   |   |     |     |     |     |     |   |   |    |     |    |    |     |    |
|        |   |   | 7   | 18* | DNF |     |     |   |   |    |     |    |    |     |    |

| Legende  | Legende            | Legende                                                          |
| Farbe    | Abkürzung          | Bedeutung                                                        |
| -------- | ------------------ | ---------------------------------------------------------------- |
| Gold     | –                  | Sieg                                                             |
| Silber   | –                  | 2. Platz                                                         |
| Bronze   | –                  | 3. Platz                                                         |
| Grün     | –                  | Platzierung in den Punkten                                       |
| Blau     | –                  | Klassifiziert außerhalb der Punkteränge                          |
| Violett  | DNF                | Rennen nicht beendet (did not finish)                            |
| Violett  | NC                 | nicht klassifiziert (not classified)                             |
| Rot      | DNQ                | nicht qualifiziert (did not qualify)                             |
| Rot      | DNPQ               | in Vorqualifikation gescheitert (did not pre-qualify)            |
| Schwarz  | DSQ                | disqualifiziert (disqualified)                                   |
| Weiß     | DNS                | nicht am Start (did not start)                                   |
| Weiß     | WD                 | zurückgezogen (withdrawn)                                        |
| Hellblau | PO                 | nur am Training teilgenommen (practiced only)                    |
| Hellblau | TD                 | Freitags-Testfahrer (test driver)                                |
| ohne     | DNP                | nicht am Training teilgenommen (did not practice)                |
| ohne     | INJ                | verletzt oder krank (injured)                                    |
| ohne     | EX                 | ausgeschlossen (excluded)                                        |
| ohne     | DNA                | nicht erschienen (did not arrive)                                |
| ohne     | C                  | Rennen abgesagt (cancelled)                                      |
| ohne     | keine WM-Teilnahme |                                                                  |
| sonstige | P/fett             | Pole-Position                                                    |
| sonstige | 1/2/3/4/5/6/7/8    | Punktplatzierung im Sprint-/Qualifikationsrennen                 |
| sonstige | SR/kursiv          | Schnellste Rennrunde                                             |
| sonstige | *                  | nicht im Ziel, aufgrund der zurückgelegten Distanz aber gewertet |
| sonstige | ()                 | Streichresultate                                                 |
| sonstige | unterstrichen      | Führender in der Gesamtwertung                                   |

### Le-Mans-Ergebnisse
| Jahr | Team                          | Fahrzeug          | Teamkollege        | Teamkollege      | Platzierung            | Ausfallgrund          |
| ---- | ----------------------------- | ----------------- | ------------------ | ---------------- | ---------------------- | --------------------- |
| 1967 | John Wyer Automotive          | Ford GT40 Mk.I    | Mike Salmon        |                  | Ausfall                | Wagenbrand            |
| 1969 | Hart Ski Racing               | Porsche 908/02 LH | Jo Siffert         |                  | Ausfall                | Getriebeschaden       |
| 1970 | John Wyer Automotive          | Porsche 917K      | Jo Siffert         |                  | Ausfall                | Motorschaden          |
| 1973 | SpA Ferrari SEFAC             | Ferrari 312PB     | Jacky Ickx         |                  | Ausfall                | Motorschaden          |
| 1976 | BMW Motorsport GmbH           | BMW 3.0 CSL       | Peter Gregg        |                  | Ausfall                | Defekt an der Ölpumpe |
| 1978 | Dick Barbour Racing           | Porsche 935/77    | Dick Barbour       | John Paul senior | Rang 5 und Klassensieg |                       |
| 1979 | Essex Motorsport Porsche AG   | Porsche 936       | Jacky Ickx         | Jürgen Barth     | disqualifiziert        |                       |
| 1980 | Dick Barbour Racing           | Porsche 935K3     | Dick Barbour       | John Fitzpatrick | Rang 5 und Klassensieg |                       |
| 1982 | Cooke Racing - Malardeau      | Lola T610         | Ralph Kent-Cooke   | Jim Adams        | Ausfall                | kein Benzin           |
| 1984 | Jaguar Group 44               | Jaguar XJR-5      | Doc Bundy          | Bob Tullius      | Ausfall                | Getriebeschaden       |
| 1985 | Jaguar Group 44               | Jaguar XJR-5      | Hurley Haywood     | Jim Adams        | Ausfall                | Kupplungsschaden      |
| 1986 | Silk Cut Jaguar               | Jaguar XJR-6      | Hurley Haywood     | Hans Heyer       | Ausfall                | kein Benzindruck      |
| 1988 | Takefuji Schuppan Racing Team | Porsche 962C      | Jean-Pierre Jarier | Eje Elgh         | Rang 10                |                       |
| 1989 | Aston Martin                  | Aston Martin AMR1 | Costas Los         | Michael Roe      | Rang 11                |                       |

### Sebring-Ergebnisse
| Jahr | Team                                     | Fahrzeug       | Teamkollege    | Teamkollege             | Teamkollege | Platzierung | Ausfallgrund      |
| ---- | ---------------------------------------- | -------------- | -------------- | ----------------------- | ----------- | ----------- | ----------------- |
| 1968 | J. W. Engineering                        | Ford GT40      | Jacky Ickx     |                         |             | Ausfall     | Kupplungsschaden  |
| 1969 | Porsche System Engineering Ltd.          | Porsche 908/02 | Jo Siffert     |                         |             | Ausfall     | Chassis gebrochen |
| 1970 | Porsche System Engineering Ltd.          | Porsche 908/02 | Jo Siffert     | Leo Kinnunen            |             | Ausfall     | Unfall            |
| 1972 | Ferrari                                  | Ferrari 312PB  | Clay Regazzoni |                         |             | Ausfall     | Batterie          |
| 1975 | BMW Motorsport                           | BMW 3.0 CSL    | Allan Moffat   | Hans-Joachim Stuck      | Sam Posey   | Gesamtsieg  |                   |
| 1978 | Dick Barbour Performance                 | Porsche 935    | Charles Mendez | Bob Garretson           |             | Gesamtsieg  |                   |
| 1979 | Busch Beer Racing                        | Porsche 935    | Charles Mendez | Paul Miller             |             | Rang 2      |                   |
| 1980 | Mendez/Woods/Akin                        | Porsche 935K3  | Charles Mendez | Paul Miller             |             | Ausfall     | Motorschaden      |
| 1981 | Cooke Woods Racing Garretson Enterprises | Porsche 935K3  | Bobby Rahal    | Bob Garretson           |             | Rang 17     |                   |
| 1984 | Group 44                                 | Jaguar XJR-5   | Pat Bedard     |                         |             | Rang 11     |                   |
| 1985 | Group 44                                 | Jaguar XJR-5   | Hurley Haywood |                         |             | Ausfall     | Motorschaden      |
| 1986 | Group 44                                 | Jaguar XJR-7   | Hurley Haywood | Vern Schuppan           |             | Ausfall     | Ventilschaden     |
| 1987 | Primus Motorsport                        | Porsche 962    | Chris Kneifel  | Elliott Forbes-Robinson |             | Rang 3      |                   |
| 1991 | Mazda                                    | Mazda RX-7     | John O’Steen   | Price Cobb              |             | Rang 12     |                   |

### Einzelergebnisse in der Sportwagen-Weltmeisterschaft
| Saison | Team                                                                | Rennwagen                      | 1   | 2   | 3   | 4   | 5   | 6   | 7   | 8   | 9   | 10  | 11  | 12  | 13  | 14  | 15  | 16  | 17  |
| ------ | ------------------------------------------------------------------- | ------------------------------ | --- | --- | --- | --- | --- | --- | --- | --- | --- | --- | --- | --- | --- | --- | --- | --- | --- |
| 1966   | Nick Cussons Peter Sutcliffe                                        | Ford GT40                      | DAY | SEB | MON | TAR | SPA | NÜR | LEM | MUG | CCE | HOK | SIM | NÜR | ZEL |     |     |     |     |
| 1966   | Nick Cussons Peter Sutcliffe                                        | Ford GT40                      |     |     | 9   |     | 4   |     |     |     |     |     |     |     |     |     |     |     |     |
| 1967   | Peter Sutcliffe JW Automotive David Bridges                         | Ford GT40 Chevron B5           | DAY | SEB | MON | SPA | TAR | NÜR | LEM | HOK | MUG | BRH | CCE | ZEL | OVI | NÜR |     |     |     |
| 1967   | Peter Sutcliffe JW Automotive David Bridges                         | Ford GT40 Chevron B5           |     |     |     | 6   |     |     | DNF |     |     | DNF |     |     |     |     |     |     |     |
| 1968   | JW Automotive                                                       | Ford GT40                      | DAY | SEB | BRH | MON | TAR | NÜR | SPA | WAT | ZEL | LEM |     |     |     |     |     |     |     |
| 1968   | JW Automotive                                                       | Ford GT40                      | DNF | DNF | 1   | DNF |     | 6   | 1   |     |     |     |     |     |     |     |     |     |     |
| 1969   | Porsche Hart Ski Racing David Piper                                 | Porsche 908 Porsche 917        | DAY | SEB | BRH | MON | TAR | SPA | NÜR | LEM | WAT | ZEL |     |     |     |     |     |     |     |
| 1969   | Porsche Hart Ski Racing David Piper                                 | Porsche 908 Porsche 917        | DNF | DNF | 1   | 1   | 33  | 1   | 1   | DNF | 1   | 3   |     |     |     |     |     |     |     |
| 1970   | JW Automotive                                                       | Porsche 917 Porsche 908        | DAY | SEB | BRH | MON | TAR | SPA | NÜR | LEM | WAT | ZEL |     |     |     |     |     |     |     |
| 1970   | JW Automotive                                                       | Porsche 917 Porsche 908        | 1   | DNF | DNF | 12  | 1   | 1   | DNF | DNF | 2   | 1   |     |     |     |     |     |     |     |
| 1971   | Martini Racing JW Automotive                                        | Porsche 917 Porsche 908        | BUA | DAY | SEB | BRH | MON | SPA | TAR | NÜR | LEM | ZEL | WAT |     |     |     |     |     |     |
| 1971   | Martini Racing JW Automotive                                        | Porsche 917 Porsche 908        |     |     |     | DNF |     |     | DNF |     |     |     |     |     |     |     |     |     |     |
| 1972   | Scuderia Ferrari                                                    | Ferrari 312PB                  | BUA | DAY | SEB | BRH | MON | SPA | TAR | NÜR | LEM | ZEL | WAT |     |     |     |     |     |     |
| 1972   | Scuderia Ferrari                                                    | Ferrari 312PB                  | 2   | 12  | DNF | 5   | DNF | 1   |     | 2   |     | 1   | DNF |     |     |     |     |     |     |
| 1973   | Scuderia Ferrari                                                    | Ferrari 312PB                  | DAY | VAL | DIJ | MON | SPA | TAR | NÜR | LEM | ZEL | WAT |     |     |     |     |     |     |     |
| 1973   | Scuderia Ferrari                                                    | Ferrari 312PB                  |     | 3   | 2   | 1   | DNF | DNF | 1   | DNF | 3   | 2   |     |     |     |     |     |     |     |
| 1974   | Autodelta Chevron Cars                                              | Alfa Romeo Tipo 33 Chevron B26 | MON | SPA | NÜR | IMO | LEM | ZEL | WAT | LEC | BRH | KYA |     |     |     |     |     |     |     |
| 1974   | Autodelta Chevron Cars                                              | Alfa Romeo Tipo 33 Chevron B26 |     |     | 9   |     |     |     |     |     | 4   |     |     |     |     |     |     |     |     |
| 1975   | BMW Motorsport                                                      | BMW 3.0 CSL                    | DAY | MUG | DIJ | MON | SPA | PER | NÜR | ZEL | WAT |     |     |     |     |     |     |     |     |
| 1975   | BMW Motorsport                                                      | BMW 3.0 CSL                    | 50  |     |     |     |     |     |     |     | 6   |     |     |     |     |     |     |     |     |
| 1976   | Schnitzer                                                           | BMW 3.0 CSL BMW 3.5 CSL        | MUG | VAL | NÜR | MON | SIL | IMO | NÜR | ZEL | PER | WAT | MOS | DIJ | DIJ | SAL |     |     |     |
| 1976   | Schnitzer                                                           | BMW 3.0 CSL BMW 3.5 CSL        | DNF |     |     |     |     |     |     |     |     | DNF |     |     |     |     |     |     |     |
| 1978   | Barbour Racing Vasek Polak Racing                                   | Porsche 935                    | DAY | SEB | MUG | TAL | DIJ | SIL | NÜR | LEM | MIS | DAY | WAT | VAL | ROD |     |     |     |     |
| 1978   | Barbour Racing Vasek Polak Racing                                   | Porsche 935                    |     | 1   |     |     |     |     |     | 5   |     |     | 8   |     |     |     |     |     |     |
| 1979   | Barbour Racing Beer Racing Porsche Gelo Racing Whittington Brothers | Porsche 935 Porsche 936        | DAY | SEB | MUG | TAL | DIJ | RIV | SIL | NÜR | LEM | PER | DAY | WAT | SPA | BRH | ROA | VAL | ELS |
| 1979   | Barbour Racing Beer Racing Porsche Gelo Racing Whittington Brothers | Porsche 935 Porsche 936        | 26  | 2   |     |     |     | 6   | DNF | 3   | DNF |     |     | 8   |     |     | DNF |     |     |
| 1980   | Racing Associates JLP Racing Preston Henn Barbour Racing            | Porsche 935                    | DAY | BRH | SEB | MUG | MON | RIV | SIL | NÜR | LEM | DAY | WAT | SPA | MOS | ROA | VAL | DIJ |     |
| 1980   | Racing Associates JLP Racing Preston Henn Barbour Racing            | Porsche 935                    | 39  |     | DNF |     |     | 7   | 3   | DNF | 5   |     | 3   |     | 1   | 5   |     |     |     |
| 1981   | Garretson Racing Cooke Racing                                       | Porsche 935 Lola T600          | DAY | SEB | MUG | MON | RIV | SIL | NÜR | LEM | PER | DAY | WAT | SPA | MOS | ROA | BRH |     |     |
| 1981   | Garretson Racing Cooke Racing                                       | Porsche 935 Lola T600          | 1   | 17  |     |     | 3   |     |     |     |     |     |     |     | 2   | 2   |     |     |     |
| 1982   | Cooke Racing                                                        | Lola T610                      | MON | SIL | NÜR | LEM | SPA | MUG | FUJ | BRH |     |     |     |     |     |     |     |     |     |
| 1982   | Cooke Racing                                                        | Lola T610                      | DNF |     |     |     |     |     |     |     |     |     |     |     |     |     |     |     |     |
| 1984   | Jaguar Group 44                                                     | Jaguar XJR-5                   | MON | SIL | LEM | NÜR | BRH | MOS | SPA | IMO | FUJ | KYA | SAN |     |     |     |     |     |     |
| 1984   | Jaguar Group 44                                                     | Jaguar XJR-5                   | DNF |     |     |     |     |     |     |     |     |     |     |     |     |     |     |     |     |
| 1985   | Jaguar Group 44                                                     | Jaguar XJR-5                   | MUG | MON | SIL | LEM | HOK | MOS | SPA | BRH | FUJ | SEL |     |     |     |     |     |     |     |
| 1985   | Jaguar Group 44                                                     | Jaguar XJR-5                   | DNF |     |     |     |     |     |     |     |     |     |     |     |     |     |     |     |     |
| 1986   | Jaguar                                                              | Jaguar XJR-6                   | MON | SIL | LEM | NÜN | BRH | JER | NÜR | SPA | FUJ |     |     |     |     |     |     |     |     |
| 1986   | Jaguar                                                              | Jaguar XJR-6                   | DNF |     |     |     |     |     |     |     |     |     |     |     |     |     |     |     |     |
| 1988   | Schuppan Racing                                                     | Porsche 962                    | JER | JAR | MON | SIL | LEM | BRÜ | BRH | NÜR | SPA | FUJ | SAN |     |     |     |     |     |     |
| 1988   | Schuppan Racing                                                     | Porsche 962                    |     |     |     |     | 10  |     |     |     |     | 17  |     |     |     |     |     |     |     |
| 1989   | Aston Martin                                                        | Aston Martin AMR1              | SUZ | DIJ | JAR | BRH | NÜR | DON | SPA | MEX |     |     |     |     |     |     |     |     |     |
| 1989   | Aston Martin                                                        | Aston Martin AMR1              |     | 17  |     | 4   | 8   | 7   | 7   | 8   |     |     |     |     |     |     |     |     |     |